# Linia kolejowa Nouméa – Païta
Linia kolejowa Nouméa – Païta – nieistniejąca linia kolejowa na Nowej Kaledonii (Oceania).

## Historia
Począwszy od końca XIX wieku istotną częścią gospodarki nowokaledońskiej było wydobycie niklu. Przez pewien czas wszystkie działające na wyspie kopalnie tego surowca miały własne systemy transportu szynowego. W maju 1884 roku ogłoszono plan budowy kolei, którego inicjatorem był gubernator Pallu de la Barrière. Z uwagi na różnorakie trudności realizacja pomysłu trwała stosunkowo długo. 30 grudnia 1904 otwarto 17-kilometrową linię między Nouméą a Dumbéą wraz z tunelem Tonghoué, która została 1 stycznia 1914 przedłużona do Païta (29 km od Nouméa). Prace budowlane na tym odcinku rozpoczęto w 1910. Nowy fragment wymagał budowy 79-metrowego mostu przez rzekę Dumbéa i drążenia drugiego tunelu. I i II wojna światowa, epidemia dżumy i rosnąca konkurencja ze strony transportu samochodowego, jak również zły stan techniczny torowisk sprawiły, że w grudniu 1939 podjęto decyzję o czasowym zawieszeniu przewozów od 1 stycznia 1940. 
Trakt został jeszcze odnowiony i przejęty do celów operacyjnych przez siły amerykańskie podczas II wojny światowej (790. Kompania Transportu Kolejowego US Army). Amerykanie używali go do transportu amunicji i materiałów wybuchowych do magazynów, które założyli w dolinach Katiramona i Nondoué. Wkrótce po ustaniu walk i wyjeździe amerykańskich żołnierzy linia została ostatecznie zamknięta. Tabor i infrastrukturę zezłomowano. Pozostawiono jedną lokomotywę i trzy wagony, zakupione na potrzeby restauracji Le Petit Train w Baie des Citrons, jednak interes ten zakończył się niepowodzeniem.

## Charakterystyka techniczna
Według opisów rozstaw szyn linii wynosił 914 mm (3 stopy), ale możliwe jest, że pierwotnie był to rozstaw metrowy, zmieniony później przez Amerykanów. Była to jedyna kolej publiczna na wyspie (koleje górnicze miały charakter czysto przemysłowy). Pociąg pokonywał trasę w półtorej godziny, z dziesięcioma przystankami, w tym tylko jednym obligatoryjnym (pozostałe "na żądanie").

## Pozostałości
Pozostałości infrastruktury istnieją w Païta, w tym jest tam eksponowana lokomotywa będąca w złym stanie technicznym.

## Fotogaleria

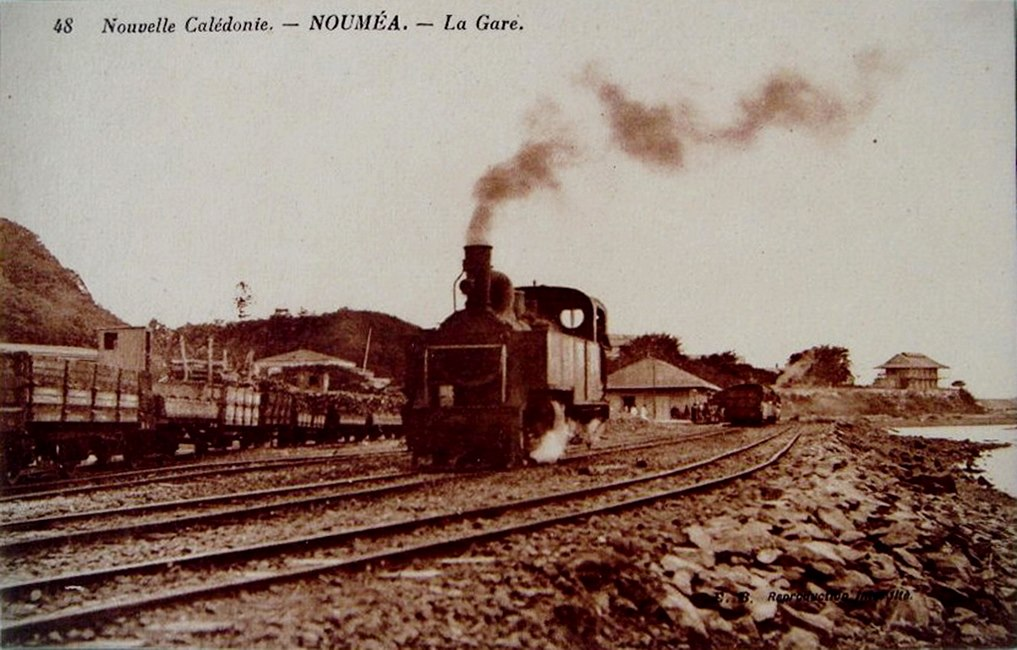
Nouméa (około 1910)
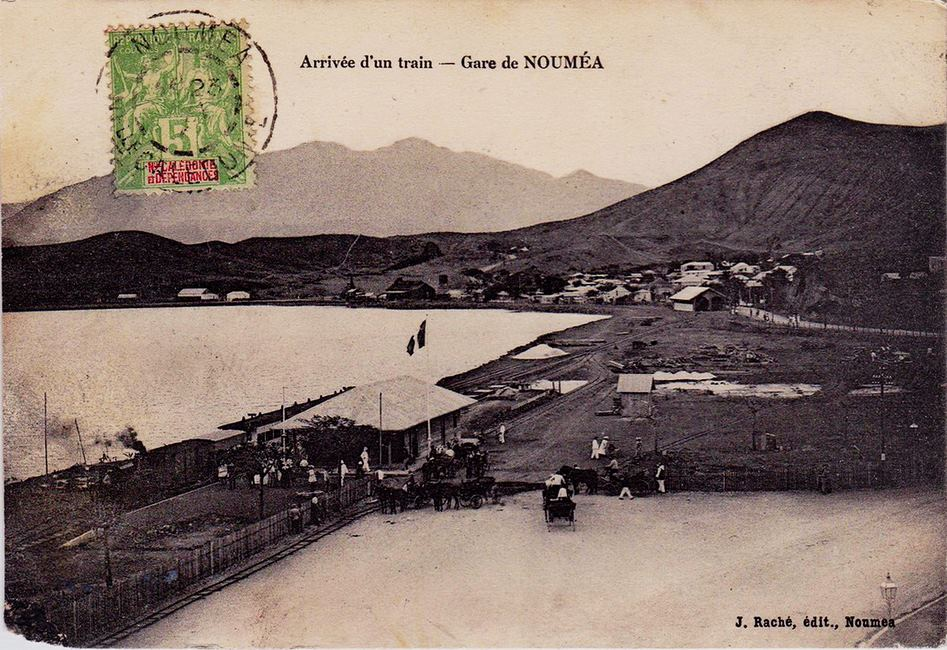
Stacja Nouméa około 1910
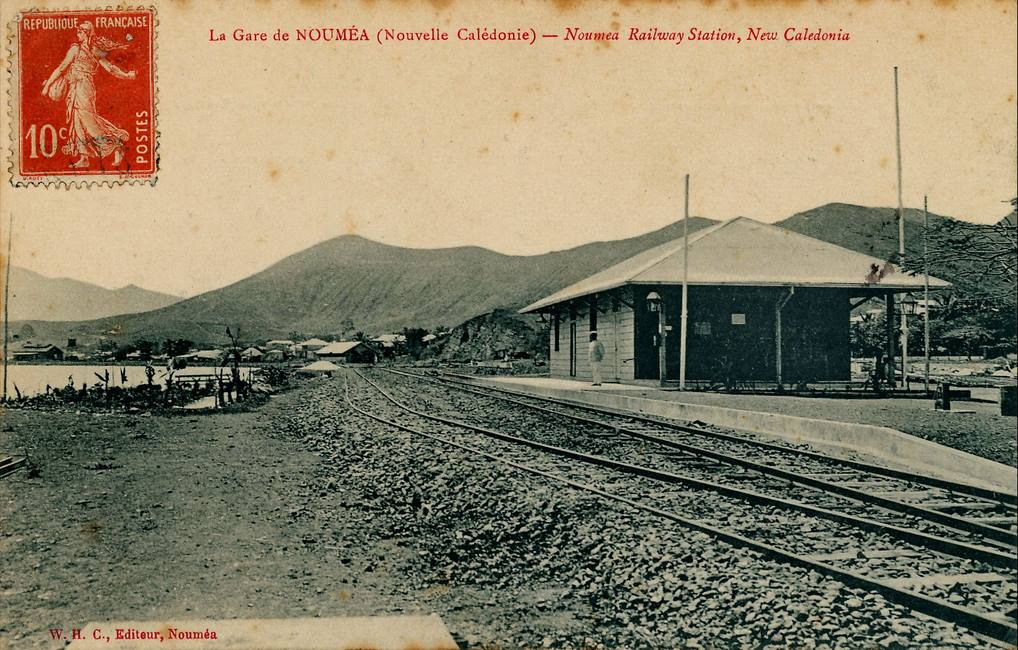
Nouméa (budynek stacyjny)
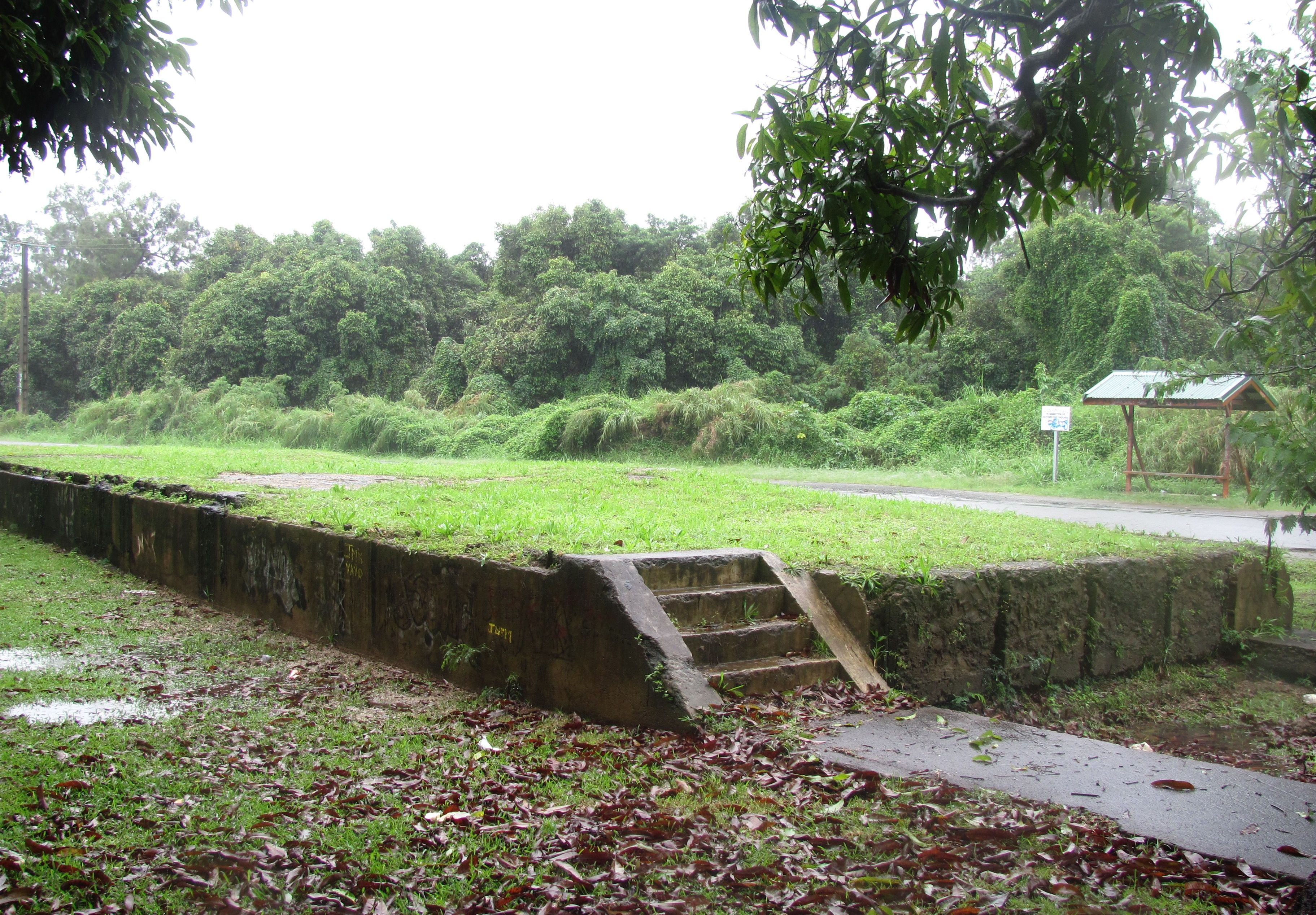
Pozostałości stacji w Païta